# A Calculated Use of Sound
A Calculated Use of Sound — мини-альбом канадской группы Protest the Hero, вышедший в 2003 году.

## Об альбоме
В 2008 году A Calculated Use of Sound был повторно перезаписан и ремастерирован, цвет обложки был изменён на чёрный, была записана дополнительная песня, названная «Soft Targets Make Softer Graves».
Переиздание было приурочено к выпуску альбома Kezia в Америке; группа дала бесплатные экземпляры первым ста людям, которые предварительно купили альбом.
«I Am Dmitri Karamazov and the World is My Father» — ссылка на роман Братья Карамазовы — последний роман, написанный русским писателем Фёдором Михайловичем Достоевским перед его смертью.

## Список композиций
1. «Red Stars over the Battle of the Cowshed» — 2:51
2. «An Apathetic New World» — 3:07
3. «These Colours Don’t Run» — 3:13
4. «Soft Targets Make Softer Graves» — 4:29 — (только в переизданной версии альбома)
5. «Fear and Loathing in Leramie» — 3:28
6. «Led Astray» — 4:33
7. «I Am Dmitri Karamazov and the World is My Father» — 3:35